# Smittia folifera
Smittia folifera är en tvåvingeart som först beskrevs av Maurice Emile Marie Goetghebuer 1937.  Smittia folifera ingår i släktet Smittia och familjen fjädermyggor.
Artens utbredningsområde är Belgien. Inga underarter finns listade i Catalogue of Life.